# Terremoto de Arakan de 1762
El terremoto de Arakan de 1762 ocurrió alrededor de las 17:00 hora local del 2 de abril, con epicentro en algún lugar de la costa desde Chittagong (actual Bangladés) hasta Arakan en la actual Birmania. Tenía una magnitud estimada de hasta 8,8 en la escala de magnitud de momento y una intensidad máxima estimada de XI (extrema) en la escala de intensidad de Mercalli. Desencadenó un tsunami local en el Golfo de Bengala y causó al menos 200 muertes. El terremoto se asoció con áreas importantes tanto de levantamiento como de hundimiento. También está asociado con un cambio en el curso del río Brahmaputra desde el este de Daca (antiguo ríoBrahmaputra) a 150 kilómetros (93 millas) al oeste a través del río Yamuna.

## Entorno tectónico

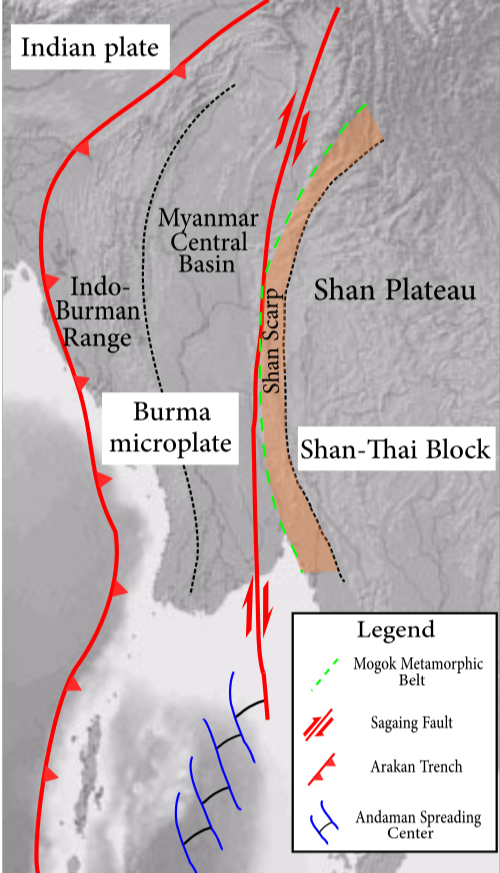
Mapa tectónico de Myanmar con el límite convergente oblicuo.

La parte oriental de Bangladés y la parte suroeste de Birmania se encuentran a lo largo del límite convergente muy oblicuo entre la placa india y la placa euroasiática. El grado en que esta deformación se divide en zonas de tectónica de empuje (que acomoda esa parte del movimiento perpendicular al límite) y tectónica de deslizamiento (que acomoda el movimiento hacia el norte de la Placa India) varía a lo largo del límite. Un límite de deslizamiento de rumbo puro que golpea paralelo al vector de la placa corre a lo largo de la escarpa de Birmania occidental, que es reemplazada al norte por el cinturón plegado y corrido de cuña indo-birmano, en el borde occidental de la zona límite, y una serie de grandes fallas de deslizamiento de dirección dextrales (laterales derechas), en particular la falla de Kabaw y la falla de Sagaing más al este. Se disputa la presencia de subducción activa a lo largo del margen oriental del Golfo de Bengala.

## Terremoto
El terremoto duró unos cuatro minutos en Chittagong. El epicentro no está bien delimitado y las ubicaciones probables han variado desde cerca de Chittagong hasta la costa de Arakan. La extensión de la ruptura es incierta, pero puede haber sido de hasta 700 km a lo largo de la interfaz de la placa. Esto se basa tanto en la extensión del levantamiento, que se registró a lo largo de la costa de Birmania desde la isla Foul hasta la isla Ramree, como en el área de hundimiento alrededor de Chittagong, más al norte. La extensión de 700 km combinada con un desplazamiento estimado de diez metros da una magnitud máxima estimada de 8,8 en la escala de magnitud de momento. Otros trabajadores han señalado que ni el hundimiento, que podría deberse a un esparcimiento lateral, ni el levantamiento, que no está inequívocamente relacionado con el terremoto de 1762, proporcionan necesariamente una estimación razonable de la magnitud de este evento y prefieren considerarlo como un Terremoto de magnitud 7-8.
Los estudios de terrazas marinas levantadas a lo largo de la costa de Birmania han encontrado evidencia de tres levantamientos, el más reciente de los cuales se interpreta como del terremoto de 1762. La isla de San Martín se elevó entre 2 y 2,5 m durante ese terremoto. Se ha sugerido un período de repetición de alrededor de 500 a 700 años para terremotos similares al de 1762.

## Tsunami
Se informó de un tsunami a lo largo de la costa nororiental del Golfo de Bengala y en Dhaka y Calcuta. Esto se considera un tsunami local, ya que no se registraron efectos en el lado occidental de la bahía.

## Daño
En Chittagong se informó que ningún edificio o muro construido con ladrillos había escapado a la destrucción o daños graves. La fábrica de la Compañía de las Indias Orientales dentro del fuerte sufrió daños tan graves que ya no se podía utilizar de forma segura. Un área de aproximadamente 60 millas cuadradas (160 km 2 ) se hundió permanentemente bajo el mar a lo largo de la costa cerca de Chittagong. En Bar Chara, justo al norte de Cox's Bazar la tierra se hundió y 200 personas murieron. Se dijo que Chittagong sufrió severamente los efectos de la licuefacción del suelo como volcanes de arena y fisuras en el suelo.